# Mario Cipollini
Mario Cipollini (ur. 22 marca 1967 w Lukce) – włoski kolarz szosowy, mistrz świata.

## Kariera
Mistrz finiszu z peletonu, rekordzista zwycięstw etapowych w Giro d’Italia. W latach 1989–2003 wygrał łącznie 42 etapy. Wygrał także w karierze 12 etapów Tour de France (w latach 1993-1999), w tym cztery z rzędu w 1999. W 2002 triumfował w wyścigu klasycznym Mediolan-San Remo (w ramach Pucharu Świata), nazywanym „wiosennymi mistrzostwami świata”. Jesienią tego samego roku zdobył złoty medal w wyścigu ze startu wspólnego na mistrzostwach świata w Zolder. W zawodach tych wyprzedził bezpośrednio Australijczyka Robbiego McEwena oraz Niemca Erika Zabela.
Cipollini znany pod pseudonimami „Super Mario” czy Lew z Toskanii słynął nie tylko ze znakomitego finiszu, ale również z nieszablonowych zachowań. Do historii kolarstwa przeszły jego specjalne stroje, którymi szokował widownię podczas prologów wielkich tourów. Najsłynniejszym był kombinezon z nadrukowanym widokiem wszystkich mięśni.
W roku 2005, 38-letni Cipollini postanowił zakończyć karierę na krótko przed startem Giro d’Italia. W roku 2008 postanowił jednak powrócić do kolarstwa i wystartował w prologu Tour of California w barwach amerykańskiej drużyny Rock Racing. W prologu tym zajął 44. miejsce.
W 1996 roku wystartował w wyścigu ze startu wspólnego podczas igrzysk olimpijskich w Atlancie, zajmując ostatecznie 82. miejsce.